# Alejo García (periodista)
Alejo Jesús García Ortega (1937-2008) fue un periodista español, natural de Alhaurín el Grande (Málaga).

## Biografía
En 1970 ingresó en Radio Nacional de España como redactor de los servicios informativos. En esa emisora presentó los programas Diario de la tarde y Directo, directo (1981-1982). 
Fue precisamente Alejo García, desde los micrófonos de RNE, el primero en transmitir a los españoles, con voz entrecortada, la noticia de la legalización del Partido Comunista de España el 9 de abril de 1977, con las siguientes palabras: Señoras y señores, hace unos momentos fuentes autorizadas del Ministerio de Gobernación han confirmado que el Partido Comunista... perdón... que el Partido Comunista de España ha quedado legalizado e inscrito en el... perdón... (entra música)... Hace unos momentos fuentes autorizadas... (entra de nuevo la música).
Queda claro en declaraciones del propio periodista, como testigos que esa locución entrecortada fue a causa de ante la importante noticia y el subir la escalera rápidamente, llegó sin aire ante el micrófono.
Entre 1981 y 1982 se responsabilizó de los programas Diario de la tarde y Directo, directo. En este último abrió el micrófono para que los oyentes pudieran preguntar a los protagonistas del momento, recibiendo el Premio Ondas en 1982. En enero de 1983 inaugura un nuevo espacio que dirige y presenta: el magacín Buenos días, de tres horas de duración, en sustitución del espacio de Luis del Olmo De costa a costa, que se trasladaba a la COPE.
En julio de ese mismo año es el mismo Alejo García quien ficha por la COPE para conducir el magacín nocturno Popular, popular. Dos años después, en 1985, era nombrado Director de informativos de la cadena.
En 1987 comienza a trabajar en la Cadena Ibérica donde dirige y presenta el programa de debate político La espuela.
Regresa a Radio Nacional de España en 1996, al frente del renovado magacín matinal Buenos días, junto al periodista Carlos Garrido(subdirector del programa) y Javier Segade (redactor jefe), participando también en el programa de entrevistas Los desayunos de Radio 1 junto a Javier González Ferrari y Julio César Iglesias. Un año más tarde sería sustituido por Carlos Herrera.
En diciembre de 1997 es nombrado director de Radio Exterior, responsabilidad que ejerce hasta 1999.
Era hijo predilecto de su ciudad natal, una de cuyas plazas lleva su nombre. Estaba separado y tenía cuatro hijos, Carmen, Alejo, Rocío y Reyes, además de cinco nietos, Nicolás, Jorge, María, Rocío y Carmen, su adoración. Tras su fallecimiento también nacieron sus nietas, Paloma y Victoria.
Al jubilarse en 2002 se retiró a Málaga, en cuyo Hospital Clínico Universitario falleció, a los 71 años, a consecuencia del cáncer que padecía. Sus restos reposan en el cementerio municipal de Alhaurín el Grande.